# Hamburg-Nord
Hamburg-Nord este un sector al orașului hanseatic Hamburg, care se învecinează la nord cu landul Schleswig-Holstein, la est cu sectorul Wandsbek, la sud cu sectorul Hamburg-Centru și la vest cu sectorul Eimsbüttel.

## Cartiere
In zona centrală a sectorului se află cartierele:
- Alsterdorf, Eppendorf, Groß Borstel, Hoheluft-Ost și Winterhude,

La granița cu localitatea Fuhlsbüttel:
- Fuhlsbüttel, Langenhorn și Ohlsdorf

La granița cu localitatea Barmbek-Uhlenhorst:
- Barmbek-Süd, Barmbek-Nord, Dulsberg, Hohenfelde și Uhlenhorst

## Galerie de imagini

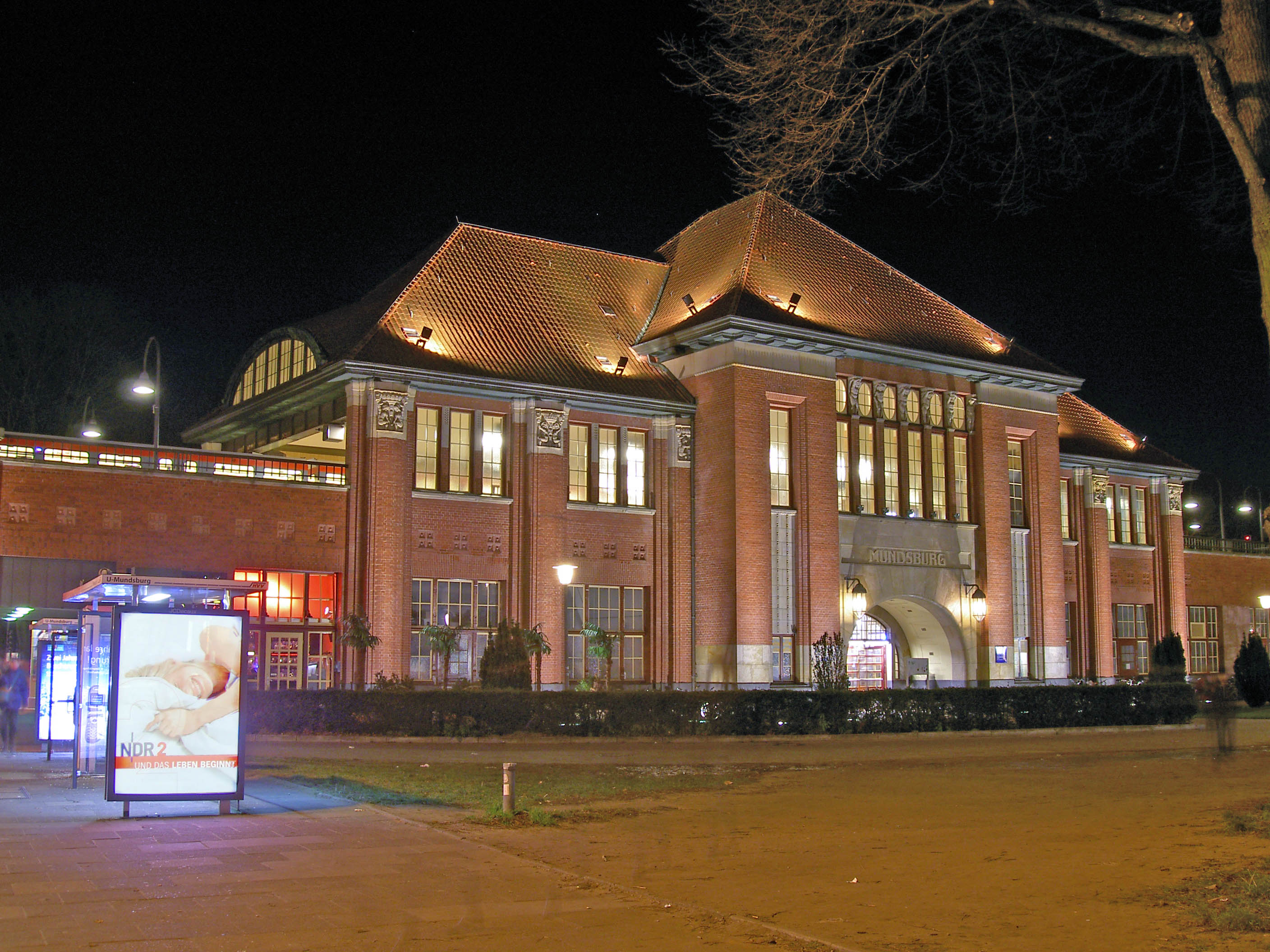
Hochbahn-Gara Mundsburg (Uhlenhorst)
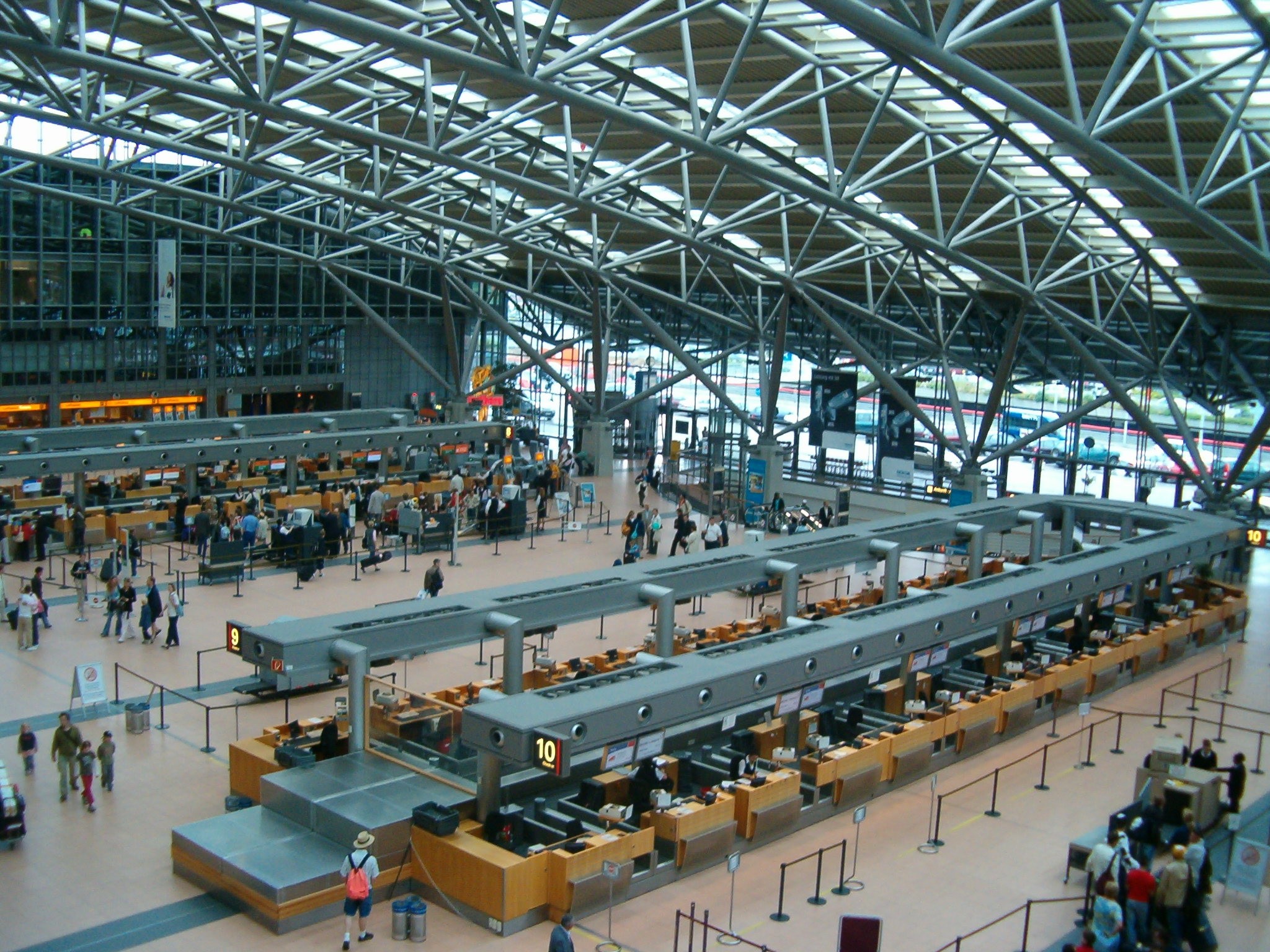
Aeroport Hamburg in Fuhlsbüttel
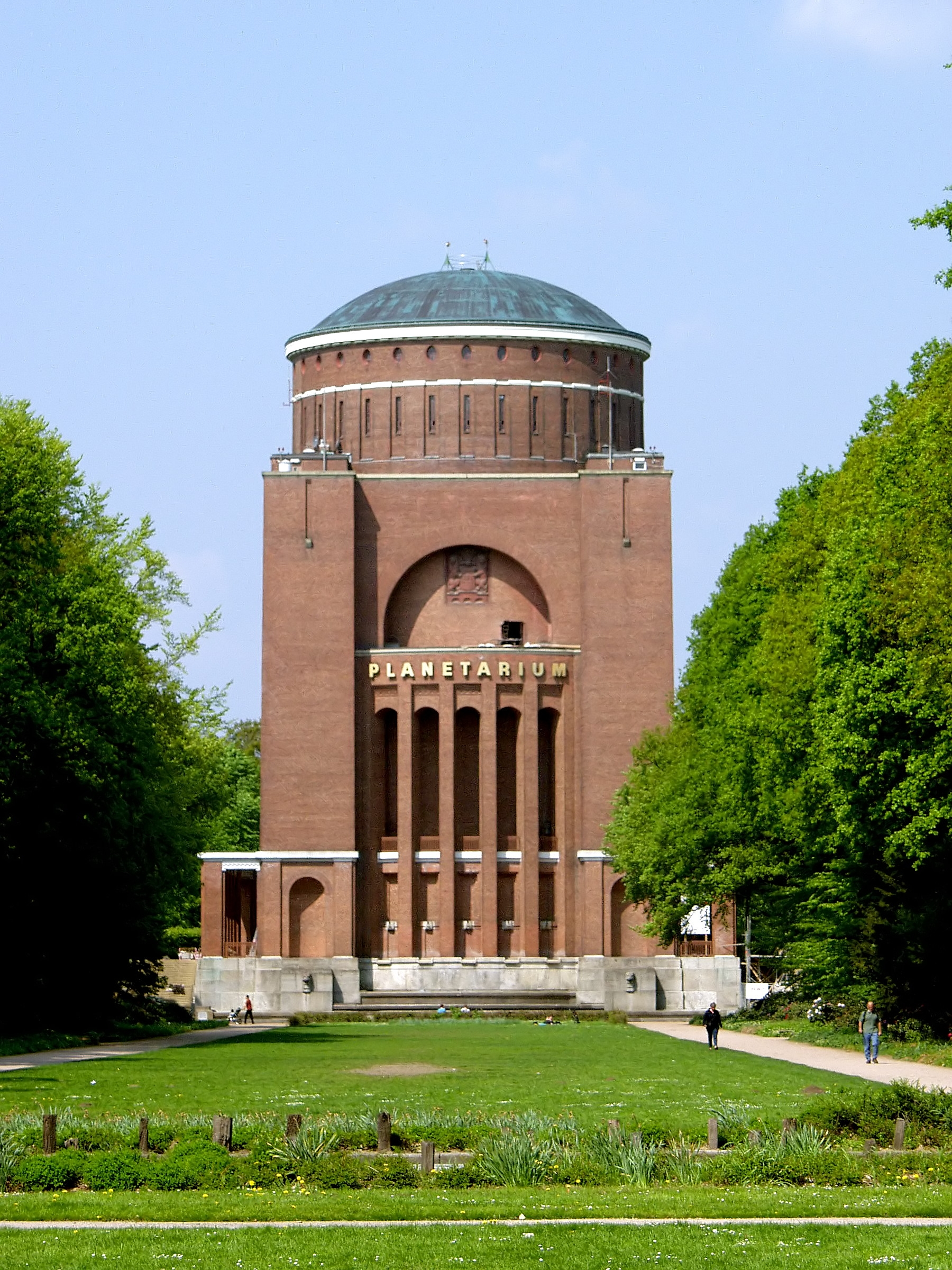
Fostul turn de apă cu Planetarium Hamburger Stadtpark